# 熱利夫卡河
49°44′27″N 15°3′27″E / 49.74083°N 15.05750°E

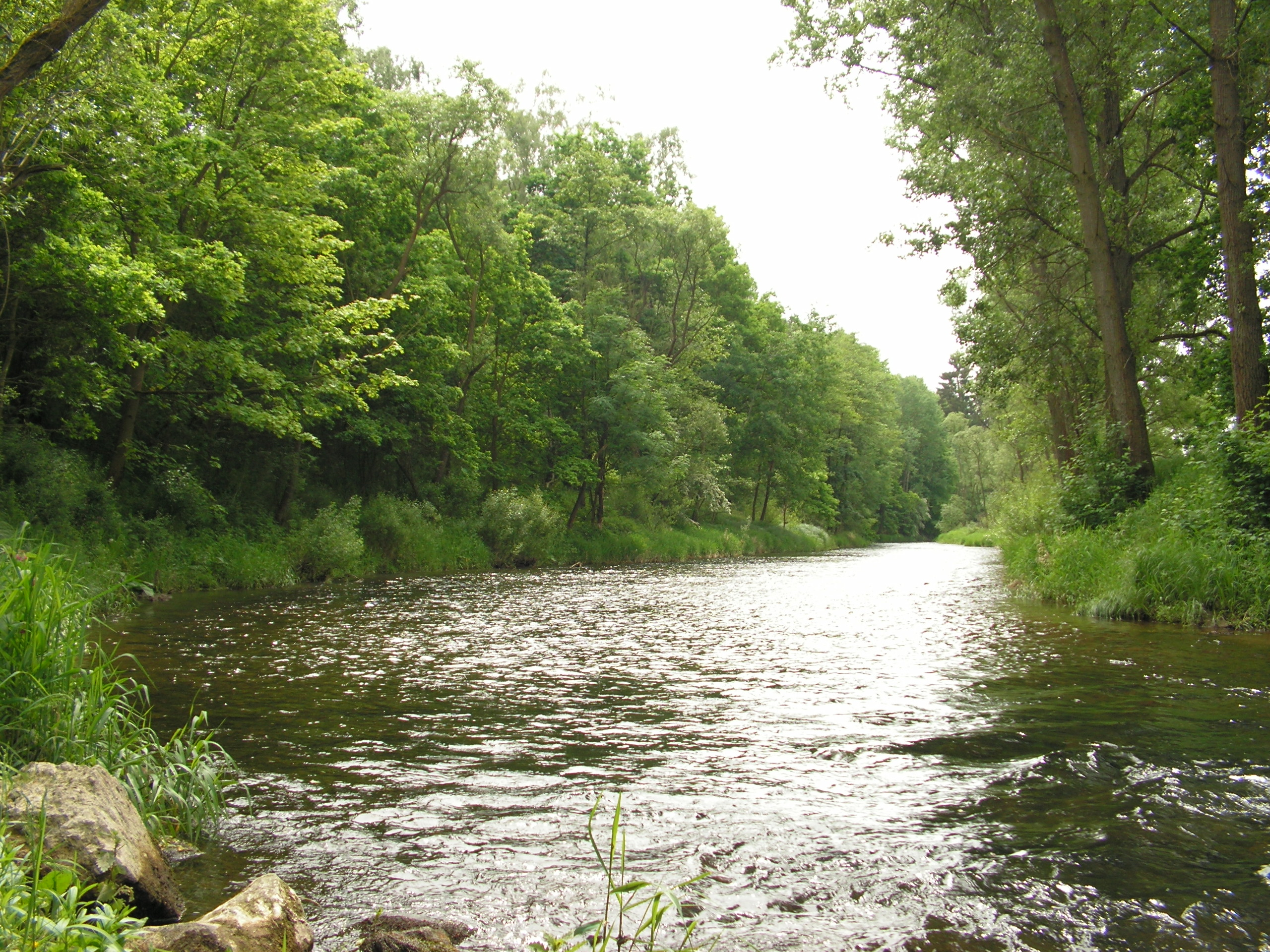

熱利夫卡河是捷克的河流，屬於薩扎瓦河的左支流，河道全長104公里，流域面積1,188平方公里，河道上建有水壩，水庫用作供應首都布拉格食水用途。